# Joseph Reynders
Joseph Reynders (ur. 16 grudnia 1929 w Antwerpii, zm. 12 kwietnia 2024) – belgijski pływak, piłkarz wodny, uczestnik Letnich Igrzysk 1948 i Letnich Igrzysk 1952.
W 1948 na igrzyskach w Londynie wziął udział w wyścigu na 1500 metrów stylem dowolnym. Z czasem 21:23.1 zajął 4. miejsce w swojej grupie eliminacyjnej.
Podczas igrzysk olimpijskich w 1952 roku wystartował w  turnieju piłki wodnej. Razem z zespołem zajęli 6. miejsce.